# 武田圭史
武田 圭史（たけだ けいじ、1970年 - ）は、日本の情報工学者。慶應義塾大学環境情報学部教授。専門分野はドローン、ITマネジメント、情報倫理。

## 人物
自衛隊時代には、防衛庁航空自衛隊において、航空警戒管制組織および新レーダーシステムの運用や、同庁内に向けた情報システムの企画・開発などに従事していた。最終的な階級は一等空尉。
情報セキュリティ黎明期より研究に携わっている。特に侵入検知システムにおいては、日本で最初に侵入検知の研究を始め、世界で初めての正規表現方式を用いた侵入検知システムの開発を行っていた（博士学位論文"Network intrusion detection by traffic monitoring"参照）。
また、情報セキュリティの推進にも貢献しており、積極的な活動を行っている。代表的なものとして、経済産業省の実施する情報セキュリティ対策強化キャンペーン「CHECK PC !」の監修や、日立ソリューションズによる「セキュリティいろはかるた」の監修が挙げられる。
また、カーネギーメロン大学による同日本校の立ち上げや、NPO法人日本ネットワークセキュリティ協会による産学情報セキュリティ人材育成検討会への有識者としての参加など、様々な方面で情報セキュリティ人材の育成に携わっている。

## 略歴
- 1970年 兵庫県に生まれる
- 1988年 川西明峰高校卒業
- 1992年 防衛大学校理工学部電気工学科（情報コース）卒業
- 1993年 防衛庁勤務（航空自衛隊）
- 1998年 慶應義塾大学大学院政策・メディア研究科修士課程修了
- 1998年 - 1999年 ヴァンダービルト大学へ留学
- 2001年 同博士課程修了、博士（政策・メディア）取得
- 2001年 防衛庁勤務（航空自衛隊）
- 2002年 アクセンチュア株式会社勤務
- 2004年 カーネギーメロン大学情報ネットワーク研究所客員教員
- 2005年 カーネギーメロン大学大学院情報セキュリティ研究科教授
- 2009年 慶應義塾大学環境情報学部教授

## 著書
- 『ネットワーク侵入検知–不正侵入の検出と対策』 ソフトバンククリエイティブ ISBN 479731253X　2000年
- 『Java使いの友–Javaプログラミング・ハンドブック』 ソフトバンククリエイティブ ISBN 4797301856 1997年
- 『Java使いへの道–Javaプログラミング・ハンドブック』 ソフトバンククリエイティブ ISBN 4890528954 1996年
- 『セキュリティいろはかるた』 翔泳社 ASIN B001NK7QTY 2008年、監訳
- 『ネットワーク侵入解析ガイド - 侵入検知のためのトラフィック解析法』 ピアソンエデュケーション ISBN 4894714507 2001年、監訳